# Fast and Loose
Fast and Loose is een Amerikaanse film uit 1930 onder regie van Fred C. Newmeyer. Naast het feit dat de film een remake is van The Best People (1925), met Warner Baxter en Esther Ralston, is de film gebaseerd op het boek van David Gray.

## Rolverdeling
| Acteur           | Personage     |
| ---------------- | ------------- |
| Miriam Hopkins   | Marion Lenox  |
| Carole Lombard   | Alice O'Neil  |
| Frank Morgan     | Bronson Lenox |
| Charles Starrett | Henry Morgan  |